# Cheikh Tidiane Diouf
Cheikh Tidiane Diouf (* 23. März 1995) ist ein senegalesischer Leichtathlet, der sich auf den Sprint spezialisiert hat. 2024 wurde er in Douala Afrikameister im 400-Meter-Lauf.

## Sportliche Laufbahn
Erste internationale Erfahrungen sammelte Cheikh Tidiane Diouf im Jahr 2019, als er bei der Sommer-Universiade in Neapel in 46,64 s den siebten Platz im 400-Meter-Lauf belegte. Anschließend schied er bei den Afrikaspielen in Rabat mit 46,85 s im Halbfinale über 400 Meter aus und belegte mit der senegalesischen 4-mal-400-Meter-Staffel mit 3:07,08 min den fünften Platz. 2022 konnte er bei den Afrikameisterschaften in Port Louis im Semifinale über 400 Meter nicht mehr an den Start gehen und im Jahr darauf siegte er in 45,89 s bei den Spielen der Frankophonie in Kinshasa im Einzelbewerb und sicherte sich mit der Staffel in 3:03,66 min die Silbermedaille hinter dem marokkanischen Team. 2024 gewann er dann bei den Afrikaspielen in Accra in 45,49 s die Bronzemedaille über 400 Meter hinter dem Nigerianer Chidi Okezie und Muzala Samukonga aus Sambia und belegte mit der Staffel in 3:02,68 min den vierten Platz. Im Mai wurde er bei den World Athletics Relays auf den Bahamas in 3:09,00 min Siebter im B-Lauf in der 2. Qualifikationsrunde über 4-mal 400 Meter für die Olympischen Spiele in Paris und verpasste damit eine Direktqualifikation. Anschließend siegte er im Juni in 45,23 s über 400 Meter bei den Afrikameisterschaften in Douala. Im August schied er bei den Olympischen Sommerspielen in Paris mit neuem Landesrekord von 44,94 s im Halbfinale aus.
In den Jahren 2021 und 2023 wurde Diouf senegalesischer Meister im 400-Meter-Lauf sowie 2021 auch in der 4-mal-400-Meter-Staffel.

## Persönliche Bestleistungen
- 200 Meter: 21,32 s (+2,0 m/s), 12. Mai 2023 in Saint-Barthélemy-d’Anjou
- 400 Meter: 44,94 s, 6. August 2024 in Paris (senegalesischer Rekord)
  - 400 Meter (Halle): 47,23 s, 29. Januar 2022 in Nantes